# Garth Paltridge
Garth William Paltridge (n. 4 de abril de 1940, Brisbane, Queensland), es un climatólogo retirado australiano, especialista en física de la atmósfera. Actualmente es miembro visitante de la Australian National University, y profesor Emérito e Investigador Honorario de la Institute of Antarctic and Southern Oceans Studies Instituto de Estudios de la Antártida y Océanos Australes (acrónimo en inglés IASOS), de la Universidad de Tasmania.

## Carrera
En 1961, Paltridge obtuvo un BSc, de la Universidad de Queensland, y en 1965 un PhD de la Universidad de Melbourne, y en 1976 un DSc de la Universidad de Queensland. En 1966, trabajó como miembro postdoctoral en la Escuela de Minas y tecnología de Nuevo México, luego de 1967 a 1968 fue Investigador Senior de la Estación de Estudios de Radio y Espacio, en Ditton Park, Buckinghamshire, Inglaterra.
En 1968 fue adscripto como científico de investigación en el CSIRO, Australia, donde permaneció hasta 1981. Durante ese tiempo trabajó brevemente como consultor para la Organización Meteorológica Mundial, en 1975, en Ginebra, Suiza, donde participó en el desarrollo temprano del Programa Mundial de Estudios sobre el Clima, y en 1979, fue enviado como Científico Senior Visitante National Oceanic and Atmospheric Administration (NOAA). En 1980, fue elegido miembro de la Academia australiana de Ciencias. En 1981 fue adscrito como Director Ejecutivo Ambiental del Instituto del Petróleo, y en 1982 retornó al CSIRO como Jefe de Estudios, donde permaneció hasta 1989. Sirvió brevemente como científico senior visitante en el Oficina del Programa Nacional del Clima del NOAA desde 1989 a 1990.
De 1990 a 2002, fue profesor y director del Instituto de Estudios de la Antártida y Océanos Australes, de la Universidad de Tasmania, yt al mismo tiempo, desde 1991 al 2002, fue Oficial Jefe Ejecutivo del Centro de Investigación Cooperativa de Antártica Archivado el 5 de julio de 2009 en Wayback Machine., en la Universidad de Tasmania.
Paltridge participó en los estudios sobre electricidad estratosférica, el efecto de la atmósfera sobre el crecimiento de plantas y las propiedades de radiación de las nubes. Paltridge desarrolló temas de investigación tales como el diseño óptimo de las plantas y la economía de la predicción del clima, y trabajó en la radiación atmosférica y bases teóricas del clima. En términos de impacto científico, su contribución más importante ha sido mostrar que el sistema de clima de la Tierra / atmósfera pueden haber adoptado un formato que maximiza su tasa de disipación termodinámica, i.e. producción de entropía. Esto sugiere una restricción regida por un principio de tasa máxima de producción de entropía. De acuerdo con este principio, la predicción de la gran escala de estado estable de distribución de los flujos de nubes, la temperatura y la energía en el océano y la atmósfera puede ser posible cuando se tiene suficiente información sobre el sistema para ese fin, pero no tiene datos muy detallados sobre todas las variables del sistema.
Paltridge ha publicado más de 100 libros y artículos científicos.

## Algunas publicaciones
- g.w. Paltridge. Global dynamics and climate––A system of minimum entropy exchange (enlace roto disponible en Internet Archive; véase el historial, la primera versión y la última)., Q. J. R. Meteorol. Soc., 101, 475–484, 1975
- ------------------, c.m.r. Platt. Radiative Processes in Meteorology and Climatology, Developments in Atmospheric Sciences, vol. 5, Elsevier Scientific Publishing Company, Ámsterdam, Oxford, New York, 1976, ISBN 0-444-41444-4
- ------------------. The steady-state format of global climate (enlace roto disponible en Internet Archive; véase el historial, la primera versión y la última)., Q. J. R. Meteorol. Soc., 104, 927–945, 1978
- ------------------. Climate and thermodynamic systems of maximum dissipation, Nature, 279, 630–631, 1979
- ------------------. Thermodynamic dissipation and the global climate system, Q. J. R. Meteorol. Soc., 107, 531–547, 1981
- ------------------. A physical basis for a maximum of thermodynamic dissipation of the climate system, Q. J. R. Meteorol. Soc., 127, 305–313, 2001
- ------------------. "Stumbling into the MEP Racket: An Historical Perspective". En A. Kleidon & R. D. Lorenz [eds.] Non-equilibrium Thermodynamics and the Production of Entropy: life, earth, and beyond, Springer, 2005, 33-40, ISBN 3-540-22495-5
- ------------------, g.d. Farquhar, m. Cuntz. Maximum entropy production, cloud feedback, and climate change, Geophys. Res. Lett., 34, L14708, 2007
- ------------------, a. Arking, m. Pook. Trends in middle- and upper-level tropospheric humidity from NCEP reanalysis data (enlace roto disponible en Internet Archive; véase el historial, la primera versión y la última)., Theor. Appl. Climatol., 98, 351-359, 2009
- ------------------. The Climate Caper: Facts and Fallacies of Global Warming, Connor Court Publishing, Ballan, 2009, ISBN 978-1-921421-25-9